# 朴英
朴英（中国朝鲜语：／，1959年—），朝鲜族，清华大学教授，第十一届全国政协委员。
加入中国民主建国会，担任民建中央委员、清华大学航空技术中心副主任、推进与动力技术研究所所。2008年，当选第十一届全国政协委员，代表科学技术界，分入第二十九组。并担任民族和宗教委员会专委。2018年1月，当选第十三届全国政协委员。